# Улица Вахтанга Беридзе
Улица Вахтанга Беридзе (груз. ვახტანგ ბერიძის ქუჩა) — улица в Тбилиси, в историческом районе Старый город, проходит от улицы Антония Католикоса до улицы Коте Абхази.

## История
Современное название в честь грузинского учёного-историка Вахтанга Беридзе (1914—2000).
Дореволюционное название — Захарьевский переулок, в советское время — Ходашенская. 
Район улицы был страшно разорён персами во время нашествия Ага-Мохаммед хана (1795), застройка восстанавливалась уже после присоединения Грузии к России в начале XIX века.

## Достопримечательности
Музей истории и этнографии грузинских евреев.